# Напівкубічна парабола

Напівкубічна парабола при різних значннях.

Напівкубічна парабола, або парабола Нейла — плоска алгебрична крива 3-го порядку з однією особливою точкою звороту.
Напівкубічну параболу можна означити як криву, що є еволютою параболи.
В класифікації Ньютона кривих 3-го порядку напівкубічна парабола належить до 6-го класу та є розбіжною параболою'. :стор.7-8, 27

## Рівняння
- Рівняння напівкубічної параболи в декартовій системі координат в неявному виді:

{\displaystyle y^{2}=a\cdot x^{3}}
Або у явному виді:
{\displaystyle y=\pm {\sqrt {a}}\cdot x^{\frac {3}{2}}}
При цьому крива симетрична відносно осі абсцис {\displaystyle Ox}, а її точка звороту знаходиться в початку координат.
- Рівняння напівкубічної параболи в декартовій системі координат в параметричному виді:

{\displaystyle {\begin{cases}x(t)=t^{2}\,\\y(t)={\sqrt {a}}\cdot t^{3}\end{cases}}\,;\quad -\infty <t<+\infty }
- Рівняння напівкубічної параболи в полярній системі координат:

{\displaystyle r={\frac {1}{a}}\cdot \operatorname {tg} ^{2}\varphi \cdot \sec \varphi ={\frac {1}{a}}\cdot {\frac {\sin ^{2}\varphi }{\cos ^{3}\varphi }}\,;\quad 0\leq \varphi \leq \pi }

## Метричні характеристики
Для напівкубічної параболи, що задана рівнянням {\displaystyle y=b\cdot x^{\frac {3}{2}}} :
- Довжина дуги від початку координат:[2]

{\displaystyle \ell ={\frac {1}{27b^{3}}}\cdot \left((4+9b^{2}\cdot x)^{\frac {2}{3}}-8\right)}
- Об'єм тіла обертання, що утворене при обертанні навколо осі {\displaystyle Ox} криволінійного {\displaystyle \triangle OMP} ({\displaystyle OM} — дуга напівкубічної параболи від початку координат, {\displaystyle OP=x} — відрізок на осі  {\displaystyle Ox} (абсциса точки {\displaystyle M}), {\displaystyle PM=y} — відрізок, паралельний до осі  {\displaystyle Oy} (ордината точки {\displaystyle M}) ) [3]:стор.185:

{\displaystyle V=\pi \cdot \int _{0}^{x}\,b^{2}\cdot x^{3}\,dx={\frac {b^{2}\cdot \pi x^{4}}{4}}={\frac {\pi \cdot xy^{2}}{4}}}
- Кривина напівкубічної параболи:[2]

{\displaystyle k={\frac {6b}{{\sqrt {x}}\cdot \left(4+9b^{2}\cdot x\right)^{\frac {3}{2}}}}}
Радіус кривини напівїкубічної параболи в початку координат дорівнює нулю.

## Властивості
- Напівкубічна парабола є алгебричною раціональною кривою 3-го порядку роду 0.
- Напівкубічна парабола є необмеженою зв'язною кривою, що має вісь симетрії та одну особливу точку (касп , точку звороту 1-го роду).[4]:стор.164
Має нескінченно віддалену точку перегину. [1]:стор.27

- Приклад побудови еволюти параболи Напівкубічна парабола є еволютою параболи та подерою цисоїди Діокла.[5]
Зокрема,  еволютою параболи {\displaystyle y^{2}=4a\cdot x} є напівкубічна парабола {\displaystyle 27a\cdot y^{2}=4\cdot (x-2a)^{3}}. [6]:стор.187
  - Еволютою напівкубічної параболи {\displaystyle a\cdot y^{2}=x^{3}} є крива {\displaystyle a\cdot (a-18x)^{3}=\left(54a\cdot x+{\frac {729}{16}}\cdot y^{2}+a^{2}\right)^{2}}.[6]:стор.187

- Напівкубічна парабола є каустикою кривої Чирнгаузена. Більше того, будь-яка каустика вигляду ластівчин хвіт поблизу вершини добре наближається навікубічною параболою, що робить цю криву еталонною в теорії катастроф.

- Напівкубічна парабола є ізохронною кривою.
В 17 столітті Ляйбніц запропонував задачу: знайти криву таку, що важка матеріальна точка, рухаючись під дією сили тяжіння вздовж дуги цієї кривої, має сталу швидкість віддалення від початкового горизонту (тобто швидкісь падіння).
Задача була вирішена Ґюйґенсом в 1867 році. Шуканою кривою виявилась напівкубічна парабола. [3]:стор.185

## Історія
Названа на честь Вільяма Нейла, який знайшов в 1660 р. довжину її дуги. Це була перша крива, після кола, довжину дуги якої вдалось порахувати. Також вдалось помітити особливість — тіло, що рухається вниз по напівкубічній кривій під дією сили тяжіння проходить однакові відстані у вертикальному напрямі за однакові проміжки часу.